# Marco Domenichini
Marco Domenichini (La Spezia, 21 ottobre 1958) è un allenatore di calcio ed ex calciatore italiano di ruolo centrocampista.

## Carriera

### Giocatore
Ha iniziato a giocare nel Canaletto squadra di un quartiere de La Spezia. Nel 1974 all'età di 16 anni approda alla Fiorentina (con cui vince ben due edizioni del Torneo di Viareggio: nel 1978 e nel 1979).
Nella stagione di Serie A 1979-1980 gioca quattro partite in massima serie con la maglia del Pescara. Successivamente passa all'Empoli, dove rimane per due stagioni in Serie C1. Sempre in Serie C1 gioca anche per Paganese e Rondinella Marzocco Firenze.
Nel 1984 si trasferisce alla Massese in Serie C2 dove nel 1986 chiude la carriera.

### Allenatore
La sua carriera da allenatore è legata al nome di Luciano Spalletti, del quale è stato vice all'Empoli (1997-1998), alla Sampdoria (1998-1999), al Venezia (1999-2000), all'Udinese (2000-2001), all'Ancona (2001-2002) e nuovamente all'Udinese (2002-2005).
Dal 2005 al 2009 riveste l'incarico di vice allenatore di Spalletti alla Roma, vincendo due Coppe Italia e una Supercoppa italiana. Nel 2009 segue Spalletti allo Zenit San Pietroburgo come collaboratore tecnico, dove in cinque anni arrivano due titoli nazionali.
Nel 2016 fa ritorno in Italia come vice allenatore di Spalletti, prima alla Roma e poi all'Inter a partire dalla stagione 2017-2018.
Nel 2021 segue il tecnico toscano al Napoli, con cui nella stagione 2022-2023 vince il campionato italiano.
Nel 2023 diventa il vice Spalletti alla guida della nazionale italiana.

## Palmarès
- Torneo di Viareggio: 2

Fiorentina: 1978, 1979